# Волжское (Ульяновская область)
Волжское — село в Старомайнском районе Ульяновской области. Входит в состав Жедяевского сельского поселения.

## История
Село основано в 1674 году переселенцами из села Сергач Нижегородского уезда. В образованной Грязнухе была построена церковь с престолом во имя Николая Чудотворца.
В 1682 году Грязнуху разорили кочевники-башкирцы. Часть жителей Грязнухи погибли, часть из них угнали в полон кочевники, а те, кто сумел спастись, нашли на время убежище в других селениях. Однако Грязнуха возродилась и к 1698 году в ней было 57 дворов, но укорениться поселенцам здесь не пришлось, в том же году по указу Петра I здешние крестьяне начали переселяться на другие земли. Большая часть крестьян из 47 дворов в количестве 154 человека (в том числе 72 недоросля) были переселены в село Малая Кандала, а другая часть из 10 хозяйств в количестве 36 человек была выдворена на свободные земли деревни Баран (ныне село Иске-Рязап), где образовали деревню Хмелёвку (ныне Лесная Хмелёвка). На освободившиеся земли в 1699 году поселили группу Казанских иноземцев, состоявших из одиннадцати рядовых поляков, получивших здесь по 60 четвертей в каждом из трёх полей.
Вслед за шляхтой здесь приобретают земли и помещики, переселяя сюда своих крестьян из других владений, потому Грязнуха численно быстро увеличивается, что позволило в 1712 году на средства прихожан построить однопрестольную деревянную церковь во имя Святителя Николая Чудотворца — Никольская церковь. По церкви село стало называться — Никольское.
В начале XIX века с образованием Новой Грязнухи, село Никольское Грязнуха стала называться село Старая Грязнуха (Никольское).
После Крестьянской реформы 1861 года село Старая Грязнуха (Никольское) стало относиться к Жедяевской волости Спасского уезда Казанской губернии. 
В 1906 году на средства прихожан в селе построена новая каменная церковь, однопрестольная во имя Святителя Николая Чудотворца. Закрыта в 1930 году, взорвана в 1955 году.
При Советской власти в Старой Грязнухе был образован сельский Совет.
В 1920 году село вошло в состав Мелекесского уезда Самарской губернии.
В феврале 1929 года в Старой Грязнухе была образована промысловая кооперативная артель «Лодка», здесь же была образована рыболовная артель «Зумор». 
17 февраля 1930 года в селе был образован колхоз имени Калинина. 
В Великую Отечественную войну 71 селянин не вернулся в родное село. 
В 1953 году Старогрязновский сельский Совет был объединён с Волостниковским с центром в селе Волостниковка. 
Ввиду строительства Куйбышевского водохранилища село переносится на новое, более высокое место (новый хозяйственный центр), сюда же переселяются жители из соседних сносимых селений: Старая и Новая Грязнуха и Парашино, потому за счёт переселенцев обновленное село становится многолюдным и его вновь переименовывают в село Грязнуху. 
В 1962 году Указом Президиума ВС РСФСР село Грязнуха переименовано в Волжское.

## Население
| 2010 |
| ---- |
| 71   |

## Достопримечательности
Объекты археологического наследия:
- Поселение «Грязнуха-1» 3-я чет. I тыс.
- Поселение «Грязнуха-2» 3-я чет. I тыс.
- Поселение «Грязнуха-3» 3-я чет. I тыс.
- Поселение «Грязнуха-4» 3-я чет. I тыс.